# Мрожек, Славомир
Славо́мир Мро́жек (пол. Sławomir Mrożek; 29 июня 1930, Боженчин, Малопольское воеводство — 15 августа 2013, Ницца) — польский писатель, драматург, эссеист, художник.

## Биография
Славомир Мрожек родился 29 июня 1930 года в Боженчине, возле Кракова, в семье почтальона.
Литературную деятельность начинал в краковской газете «Дзенник польски», где поначалу пребывал «в качестве редакционного мальчика на посылках», занимался текущей газетной работой, писал на разные темы. Публиковал рисунки в популярном еженедельнике «Пшекруй». Первые фельетоны и юморески увидели свет в 1950 году. Произведения, опубликованные в периодике, составили сборник «Практичные полупанцири» (1953), вышла в свет и повесть «Маленькое лето» (1956). В 1956 году Мрожек впервые оказался за границей, он посетил СССР, был в Одессе.
В конце 1950-х годов писатель оставил журналистику, обратившись к драматургии, и в 1958 году была поставлена его первая пьеса «Полиция». Считается представителем постмодернизма.
В начале 1960-х переехал из Кракова в Варшаву.
В 1963 выехал из страны (но с сохранением гражданства), жил в Париже, США, Германии, Италии и Мексике. В 1978 году получил гражданство Франции. В начале 1990-х пьесы С. Мрожека были поставлены во многих советских и российских театрах.
C 1994 года публиковал заметки и рисунки в «Газете Выборчей». В 1996 году вернулся в Польшу. В 2002 году пережил инсульт, следствием которого стала афазия, в борьбе с ней Мрожек написал автобиографию «Валтасар» (2006). В 2008 году вновь уехал из страны и жил во Франции.
Утром 15 августа 2013 года издательство Noir Sur Blanc сообщило о смерти писателя в Ницце.

## Творчество

### Сборники рассказов
- Opowiadania z Trzmielowej Góry, 1953
- Półpancerze praktyczne, 1953
- Słoń, 1957
- Wesele w Atomicach, 1959
- Deszcz, 1962
- Dwa listy i inne opowiadania, 1970
- Opowiadania, 1981
- Donosy, 1983
- Śpiąca Królewna
- Woda
- Ostatni husarz
- Zeszyt
- Bałtazar, 2006

### Драматургия
- Policja, 1958
- Męczeństwo Piotra Oheya, 1959
- Indyk, 1960
- Na pełnym morzu, 1961
- Karol, 1961
- Strip-tease, 1961
- Zabawa, 1962
- Kynolog w rozterce, 1962
- Czarowna noc, 1963
- Śmierć porucznika, 1963
- Tango, 1964
- Der Hirsch, 1965
- Racket Baby, 1965
- Poczwórka, 1967
- Dom na granicy, 1967
- Testarium, 1967
- Profesor, 1968
- Drugie danie, 1968
- Szczęśliwe wydarzenie, 1971
- Rzeźnia, 1973
- Emigranci, 1974
- Garbus, 1975
- Serenada, 1977
- Lis filozof, 1977
- Polowanie na lisa, 1977
- Krawiec, 1977
- Lis aspirant, 1978
- Pieszo, 1980
- Vatzlav, 1982
- Ambasador, 1982
- Letni dzień, 1983
- Alfa, 1984
- Kontrakt, 1986
- Portret, 1987
- Wdowy, 1992
- Miłość na Krymie, 1993
- Wielebni, 2000
- Piękny widok, 2000
- Karnawał, czyli pierwsza żona Adama, 2008

### Повести
- Maleńkie lato, 1956
- Ucieczka na południe, 1961

### Сборники фельетонов
- Małe listy, 1981
- Dziennik powrotu, 2000
- Małe listy, 2000

### Сценарии фильмов
- Wyspa róż, 1975
- Amor, 1978
- Powrót, 1994

### Другое
- Rysunki, Seria: Biblioteka Stańczyka, Wydawnictwo: ISKRY, WARSZAWA 1982, wydanie I, ss. 108.
- Baltazar, 2006 — автобиография
- Człowiek według Mrożka. Rysunki 1950—2000
- Tango z samym sobą. Utwory dobrane Wydawnictwo: Noir sur Blanc, WARSZAWA 2009.
- Dziennik. Tom 1. 1962—1969, Wydawnictwo Literackie, Kraków 2010

## Издания на русском языке
- Хочу быть лошадью: сатирические рассказы и пьесы. — М.: Молодая гвардия, 1990. — 320 с., 100 000 экз.
- Как я сражался и другие не менее удивительные истории из разных книг и журналов, 1951—1993. — М.: Вахазар, 1995
- Мои возлюбленные Кривоножки. — СПб.: Амфора, 2000. — 312 с.
- Тестариум: Избранные пьесы и проза. — М.: Арт-Флекс; Вахазар, 2001. — 832 с.
- Дневник возвращения. — М.: МИК, 2004
- Валтасар. Автобиография. — М.: Новое литературное обозрение, 2008. — 232 с., 1 000 экз.

## Постановки на телевидении
- «Чародейная ночь», режиссёр Владимир Геллер, Лентелефильм, 1989
- «Счастливое событие», режиссёр Светлана Врагова, спектакль Московского драматического театра «Модернъ», 1998
- «Контракт», режиссёр Владимир Мирзоев, New Wave Production по заказу ГТРК «Культура», 2012

## Награды и признание
- Литературная премия фонда Косьцельских (1962)
- Австрийская премия Франца Кафки (1987)
- Почётный гражданин Кракова (1990)
- Командор со звездой ордена Возрождения Польши (1997)
- Орден Почётного легиона (2003)
- Золотая медаль «За заслуги в культуре Gloria Artis» (2010)
- Премия Польского ПЕН-клуба им. Яна Парандовского (2010)
- Почётный доктор Силезского университета (2012)
- Орден Ecce Homo (2012).
- Большой крест ордена Возрождения Польши (2013, посмертно)
- Международная премия «Балтийская звезда» в номинации «Память» (2013, посмертно)[5].